# El Coloso de Cemento Punta Alta
El estadio Coloso de Cemento es un recinto deportivo que se ubica en la intersección de las calles Humberto I y Villanueva, en la ciudad de Punta Alta, provincia de Buenos Aires, Argentina.
En 1928, se inauguró (en el actual terreno del estadio) la tribuna denominada "La Pajarera" y en 1963, se construyó la tribuna actual. Es popularmente conocido como "El Coloso de Cemento". En él se disputan los partidos de fútbol que Rosario Puerto Belgrano juega como local.
Junto al estadio Enrique Mendizábal del Club Atlético Sporting, son los dos únicos estadios de la ciudad de Punta Alta.

## Construcción

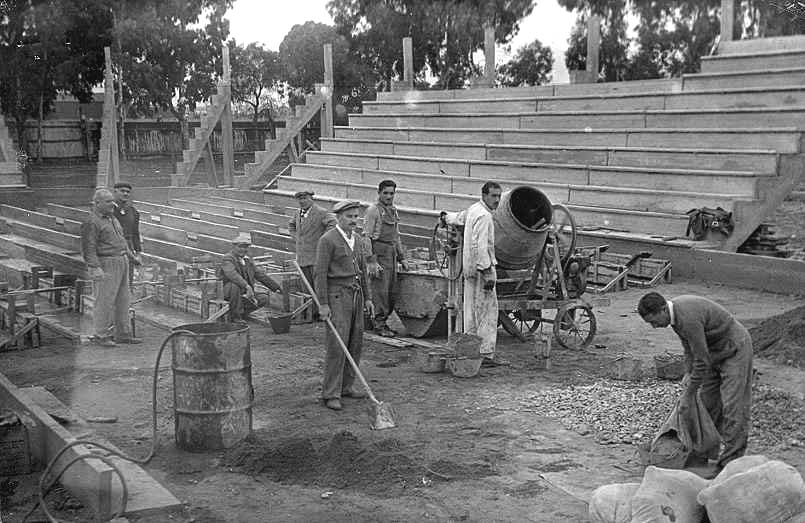
Construcción de tribunas

En el año 1923 el, en ese entonces, presidente Don Juan Peña y sus colaboradores buscaban un terreno en el cual levantar la cancha de fútbol y se fijaron en el actual terreno. En ese sentido se entrevistaron con el director del Ferrocarril Rosario a Puerto Belgrano, pero el pedido es denegado porque el Ferrocarril usa ese terreno para obras. Tras varios años e insistencias, a fines del año 1927, el club obtiene el predio de calle Villanueva. La construcción de las tribunas es realizada por un grupo de socios del club entre los que se destacan Domingo Borgato, Fulgenzi, Alberto Rodolfo Gómez, Pedro Cordobés, Paolini, Lucinio García y Adán Traini.

## Inauguración
Entre los días 8 y 9 de julio de 1928, bajo en Punta Alta una delegación del Club Talleres de Mármol F. C. Sud, con el fin de inaugurar las nuevas instalaciones del Club Rosario Puerto Belgrano. Con la Copa "Francisco Sisque" (donada por ese deportista ferroviario que dio mucho apoyo al club francés) en juego, el primer encuentro terminó en empate. En tanto que en el segundo partido los visitantes salieron vencedores, llevándose el trofeo. 

## Reformas
Año 1933 se construyen dos amplias salas que harían las veces de vestuarios de jugadores y también para el árbitro, baños con agua caliente para los jugadores locales y visitantes, un subterráneo, etc., junto a algunos juegos infantiles de esparcimiento como argollas, trapecios, hamacas, escaleras de manos barras, etc., lo que fue un suceso para la época.
Año 1934 se mejoraron los arcos y redes, se cercó con chapas el perímetro del estadio (como lo establecía la reglamentación vigente). Además de la construcción de dos canchas de bochas (con mano de obra donada por hombres del Club), también se habilitó el gimnasio infantil "Lolo García".
Año 1941 se construye un lugar especialmente dedicado para que la prensa llevará a cabo su labor, se cubrió la tribuna popular y parte de la oficial colocando gradas al lado de la antigua tribuna.
Año 1953 se construyen dos tribunas de cemento gracias al aporte de todos los hinchas del club.
Año 1954 debido a la labor de la subcomisión (la cual tuvo a su cargo la modificación del campo, traslado del alambrado olímpico, demarcación, nivelado, etc.), se inició la construcción de una cancha de básquetbol.
Años 1958 y 1959 se instaló la totalidad de la cañería de gas natural en los vestuarios.
Año 1963 se colocó el césped, se terminó la actual tribuna popular y los baños de la misma.
Año 1967 se comenzó con la construcción de los vestuarios y baños para jugadores que se habilitarían un año después, en la tribuna oficial.
Año 1969 se procede a la colocación de cercos y la portada del estadio, como así también de la vereda a todo el frente del estadio, se programa a corto plazo la iluminación de la cancha de fútbol. Se concretá la construcción del parque infantil y ya se han sembrado los canteros. Cabe destacar la labor de anónima y magnífica de Juan Gencarelli "alma mater" de todo ello y principal artífice de todo lo que se refiere al cuidado de la cancha y césped.
Año 1983 se realizó el cerramiento de la cancha auxiliar de fútbol, la posterior iluminación de la misma, y la construcción de la utilería afectada al citado complejo. Además se realizó el cerramiento con mampostería de la cancha de bochas, ubicada en el mismo complejo deportivo. Se pintaron las instalaciones del campo de deportes.
Año 1985 se reparó el sistema de luminarias del Estadio (colocándose siete nuevas lámparas traídas del extranjero).
Año 1991 se coloca el alambrado artístico en la cancha de paddle abierta y el alambrado olímpico en la cancha auxiliar, se ara y resiembra la cancha de fútbol, se colocá un nuevo sistema de riego para el campo de deportes. Se compró un tractor cortador de césped. 
Año 2004 la peña "Antonio Ramírez" del club, pinta la totalidad de la tribuna oficial con los colores del club a la manera de la insignia francesa, con el escudo del club en el centro.
Año 2016 Un grupo de hinchas conocidos como "movimiento 1920" pone en marcha proyectos de remodelación y reconstrucción de las instalaciones del club, solventan los gastos vendiendo bonos de contribución , rifas, comidas y aceptando donaciones, por ejemplo , de ladrillos y pintura.
En junio de 2016 pintan la tribuna visitante de los colores del equipo, la pintura fue conseguida gracias a donaciones, ahora mismo, los hinchas siguen apoyando a su club y trabajan para su crecimiento.

## El nombre

### Nombres oficiales
Tricolor.

### El apodo
Es el estadio más grande de la Liga del Sur, construido en su totalidad de cemento.
Se lo llama "El Coloso de Cemento".

## Otros datos
- Nombre del estadio: No tiene
- Dirección: Humberto I y Villanueva, Punta Alta
- Fecha de inauguración: julio de 1928
- Capacidad: 18 000 espectadores parados (incluyendo los sentados en la platea)
- Capacidad futura: en teoría, podría llegar a más de 30 000, aunque no se prevé una ampliación.
- Constructor: (Sin datos)
- Secretaría y estadio: Humberto I 349/353 (8109) Punta Alta, Buenos Aires. Tel. (02932) 421185.